# Микола І Зембицький
Микола Малий (Mikołaj Mały) (1322/1327 — 23 квітня 1358) — князь Зембицький з 1341 року до своєї смерті.
Був єдиним сином князя Болко II Зембицького та його дружини Гути. Він народився між 1322 і 1327 роками. У нього була сестра Малгожата, походження якої точно не відоме.

## Біографія
Микола здобув освіту у монастирі цистерціанців у Хенрикові. Після смерті батька 11 червня 1341 року він взяв під свій контроль управління своїми володіннями. Майже відразу він відправився до Праги, де 24 серпня віддав честь Богемському королю Яну. Величезні борги, залишені його батьком, змусили Миколу 14 жовтня 1343 року пообіцяти не продавати свої землі без згоди Яна. Крім того, якби він наважився їх продати, то король мав право першим купити їх. Він також погодився, що якщо чоловіча лінія герцогів Зембицьких згасне, герцогство буде приєднано до Чеського королівства за умови надання відповідного приданого дочкам покійного герцога.
Фінансові проблеми ще в 1343 році змусили Миколу продати місто Собутка своєму двоюрідному братові Болко II Малому за 1000 гривень срібла. Через три роки, у 1346 році, за таку ж суму він продав Зомбковиці разом із монастирем у Каменець-Зомбковицький чеському магнату Генріху фон Гаугвіцу. Поєднання сприятливих обставин дозволило йому в 1348 р. продати ту саму землю, цього разу остаточно, імператору Карлу IV за 6000 гривень. Зрештою, у 1350 році Микола Зембицький продав місто Вйонзув єпископу Бреслау Пшецлаву з Погожели. Як наслідок, із величезних володінь, які він успадкував від свого батька, Микола зберіг лише Мюнстерберг (Зембиці), Стшелін, Конти-Вроцлавські і Пачкув.
У 1355 році Микола брав участь у коронації Карла IV як імператора Священної Римської імперії в Римі. Після тривалого перебування в Празі він через рік повернувся до свого князівства. Потім герцог відправився в паломництво до Палестини між 1357 і 1358 роками.
Миколай помер в Угорщині 23 квітня 1358 року під час повернення. Його тіло привезли до герцогства і поховали в монастирі в Генріхау.

## Шлюб
До 23 жовтня 1343 року Микола одружився з Агнес (пом. 16 липня 1370), дочки чеського магната Гінека Крушини із Ліхтенбурку. У них було шестеро дітей:
1. Людмила [Анна?, Єлизавета?] (нар. бл. 1344 — пом. бл. 1372), у 1360 р. вийшла заміж за князя Семовита III Мазовецького
2. Болко III (нар. бл. 1348 — пом. 13 червня 1410)
3. Генріх I (нар. бл. 1350 — пом. після 8 серпня 1366)
4. Агнеса (нар. бл. 1351/53? — пом. жовтень 1434), абатиця Св. Клари, Штрелен
5. Гута (нар. бл. 1354? — пом. 2 вересня 1413), абатиса Св. Клари, Бреслау (до 1380 р.)
6. Катаріна (нар. бл. 1355/58? — пом. бл. 1396), черниця в Св. Кларі, Стрелен.

У своєму заповіті Микола залишив своїй дружині регентство своїх земель від імені їхніх малолітніх синів і фактичне правління над Штреленом.